# Micke och Åsa Fhinn
Micke och Åsa Fhinn är svenska lovsångsledare inom Vineyard. Micke Fhinn och Åsa Fhinn. De har även gett ut en skiva 2006, Det bästa i världen.

## Diskografi

### Det bästa i världen
Utgiven på David Media år 2006. Den består av egenproducerat material till elva av de tolv lovsångerna.
1. Ärans konung
2. Jorden är Herrens
3. Av Dig och genom Dig
4. Halleluja, kom och prisa Hans namn
5. Det bästa i världen
6. Jesus, namnet över alla namn
7. Jag tillber Dig levande Gud
8. Vår själ väntar på Herren
9. Tacka Herren för Han är god
10. Allt som Du har sagt
11. Vi vilar i Herrens händer
12. När jag kommer hem